# José Gerardo Galván
José Gerardo Galván (La Banda, Santiago del Estero, 19 de enero de 1955) es un exfutbolista argentino que jugaba como volante.

## Trayectoria

### Sarmiento de La Banda
Galván se formó en Sarmiento de La Banda y debutó en 1973. En 1975 se coronó campeón de la Liga Santiagueña, algo que repitió en 1976, cuando obtuvo el bicampeonato.

### Huracán
En el año 1977 llegó a Huracán. Sus inicios en el globo, fueron mayormente como suplente, aunque se fue ganando el lugar con el tiempo.

### Atlético Tucumán
En 1981 se mudó a San Miguel de Tucumán, para sumarse a Atlético Tucumán. Con el decano disputó el Campeonato Nacional 1981 y quedó a las puertas de la clasificación a la fase final.

### nueva chicago
Luego tuvo un breve paso por nueva chicago.

### Independiente Santa Fe
En 1983 tuvo su primera experiencia en el extranjero, cuando viajó a Colombia para jugar en Independiente Santa Fe.

### Bucaramanga
En el año 1984 pasó a Bucaramanga. En el equipo bumangués jugó durante un año.

### Deportivo Pereira
En 1985 llegó a Deportivo Pereira, en lo que fue su último club en Colombia.

### Atlético Tucumán
Luego de su paso por el fútbol colombiano, volvió a Argentina, para tener su segundo paso por Atlético Tucumán.

## Clubes
| Club                   | País      |
| ---------------------- | --------- |
| Sarmiento de La Banda  | Argentina |
| Huracán                | Argentina |
| Atlético Tucumán       | Argentina |
| nueva chicago          | Argentina |
| Independiente Santa Fe | Colombia  |
| Bucaramanga            | Colombia  |
| Deportivo Pereira      | Colombia  |

## Palmarés
| Título           | Equipo                | País      | Año  |
| ---------------- | --------------------- | --------- | ---- |
| Liga Santiagueña | Sarmiento de La Banda | Argentina | 1975 |
| Liga Santiagueña | Sarmiento de La Banda | Argentina | 1976 |